# Museu a l'aire lliure de Parakou
El Museu a l'aire lliure de Parakou és un museu situat 1,5 km al sud del centre de la ciutat de Parakou, Benín, als suburbis. El complex del museu consta de cinc espais que representen l'habitatge tradicional dels pobles locals Batanou. El 2006 el museu tenia problemes derivats de la manca de fons pel seu manteniment.
Les col·leccions del museu contenen:
- Fotografies d'alguns caps
- Mobiliari domèstic
- Instruments musicals
- Maquetes i objectes de metal·lúrgia